# Geophila ingens
Geophila ingens är en måreväxtart som beskrevs av Herbert Fuller Wernham. Geophila ingens ingår i släktet Geophila och familjen måreväxter. Inga underarter finns listade i Catalogue of Life.